# 아라카이촌
아라카이촌(荒海村)은 후쿠시마현 미나미아이즈군에 일찍이 존재했던 촌이다. 1955년 4월 1일 아라카이촌 및 다지마정, 히사와촌 등 3개 정·촌이 합병하여 다지마정이 새롭게 설치되고 폐지되었다.

## 지리
- 미나미아이즈의 남부, 구 다시마정의 남서부에 위치한다.

## 역사
- 1889년 4월 1일 - 정촌제 시행에 의해 나카아라이촌, 가와시마촌, 세키모토촌, 도니우촌, 이토자와촌, 다키노하라촌이 합병해 미나미아이즈군 아라카이촌이 성립하였다.
- 1955년 4월 1일 - 아라카이촌 및 다시마정, 히사와촌 등 3개 정·촌이 합병하여 새롭게 다지마정이 설치되고, 아라카이촌은 소멸하였다.

## 인구
- 1889년 2,063
- 1920년 2,968

## 교통

### 철도
- 일본국유철도 (→동일본여객철도→아이즈 철도)
  - 아이즈 선

### 도로
- 2급국도
  - 국도 121호선

## 참고 문헌
- 角川日本地名大辞典編纂委員会『角川日本地名大辞典 7 福島県』、角川書店、1981年 ISBN 4-04-001070-1
- 日本加除出版株式会社編集部『全国市町村名変遷総覧』、日本加除出版、2006年、ISBN 4-8178-1318-0